# Lithospermum exsertum
Lithospermum exsertum är en strävbladig växtart som först beskrevs av David Don, och fick sitt nu gällande namn av J.I.Cohen. Lithospermum exsertum ingår i släktet stenfrön, och familjen strävbladiga växter. Inga underarter finns listade i Catalogue of Life.